# Rana Hussein
Rana Saddam Hussein (en arabe : رنا صدام حسين, née en 1969) est la deuxième des filles de l'ancien président irakien, Saddam Hussein et de sa première épouse, Sajida Khairallah Talfah.
Elle avait accompagné son mari le général Saddam Kamel Hassan al-Majid, cadre de la garde républicaine, et le frère de celui-ci le général Hussein Kamel Hassan al-Majid, responsable des programmes d'armement (qui était également le mari de sa sœur Raghad), en Jordanie, entre le 8 août 1995 et le 20 février 1996.
Hussein Kamel Hassan al-Majid fut considéré comme un traître par le régime irakien, pour avoir communiqué des secrets militaires à la UNSCOM, à la CIA et au MI6, tout appelant au renversement du régime.
Ayant obtenu une promesse de pardon, de la part du Conseil de commandement de la révolution, organe suprême du pays, les deux frères et leurs épouses purent ainsi rentrer en Irak. Raghad et Rana furent séparées de leurs maris qui furent exécutés trois jours après leurs retour, en compagnie de leur père et de leur frère, par les membres de la tribu al-Majid, à laquelle ils appartenaient. Ceux-ci auraient ainsi voulu couper « la branche traîtresse de la famille », selon un message qu'ils auraient adressé à Saddam Hussein. Peu de temps avant l'assassinat, les deux sœurs obtenaient le divorce, ayant affirmé avoir été « trompées » par leurs maris, qualifiés de « traîtres ». Il n'est pas impossible que le Raïs ait proféré des menaces sur l'ensemble des membres de la tribu, si cette dernière ne procédait pas elle-même à l'exécution.
En 1997, sa mère, Raghad et elle sont arrêtés sur les ordres de leur frère ainé Oudaï, les accusant d'avoir trempé dans un complot pour l'assassiner en décembre 1996.
Le 31 juillet 2003, Raghad, Rana et leurs neuf enfants se sont enfuis à travers la Syrie jusqu'à Amman, la capitale jordanienne, où le roi Abdallah II leur a donné asile.